# هیو بونه‌ویل
 هیو بونه‌ویل (انگلیسی: Hugh Bonneville؛ زادهٔ ۱۰ نوامبر ۱۹۶۳) یک هنرپیشه اهل بریتانیا است. وی از سال ۱۹۹۰ میلادی تاکنون مشغول فعالیت بوده است.
از فیلم‌ها یا برنامه‌های تلویزیونی که وی در آن نقش داشته است می‌توان به بن هور، ناتینگ هیل، آیریس، مردان آثار یادبود، دانتون ابی، پدینگتون، پدینگتون ۲، خانه نایب الملک، جایگاه زیبایی، پشیمانی‌های خانم آستین، صحنه‌های یک ماهیت جنسی، طنین جنگل، چهار ترانه آخر، پیکادلی جیم و خطاهای نرم‌افزاری اشاره کرد.

## جوایز و افتخارات
- کاندیدای بفتای بهترین بازیگر مکمل مرد برای فیلم آیریس در سال ۲۰۰۱